# Juan Diego

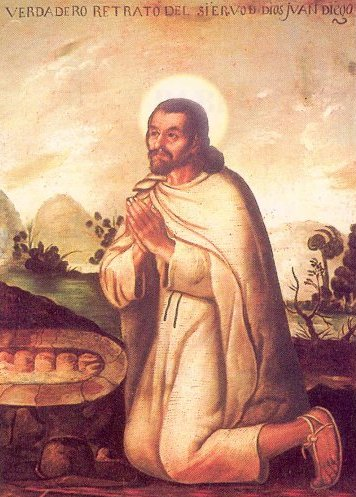
Bildnis von Juan Diego aus der Kolonialzeit

Juan Diego, Cuauhtlatoatzin, in anderen Quellen auch Cuauhtlatohuac genannt (* um 1474 in Cuauhtlithan/Cuautlitlán bei Tenochtitlán, dem heutigen Mexiko-Stadt; † 30. Mai 1548), ist ein Heiliger der römisch-katholischen Kirche. Er wurde bekannt durch seine Berichte von der Erscheinung der Jungfrau Maria in Guadalupe im Jahr 1531. Die Erscheinung spielte eine wesentliche Rolle bei der Verbreitung des Katholizismus in Lateinamerika. Er wurde 2002 als erster Ureinwohner Amerikas heiliggesprochen.

## Leben

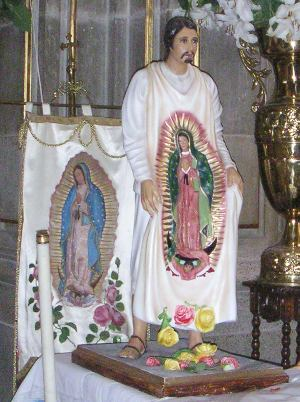
Statue von Juan Diego, Kirche von San Juan Bautista, Coyoacán

Der Legende nach hatte er am 9. Dezember 1531 auf dem Berg Tepeyac eine Erscheinung der Jungfrau Maria. Diese erschien ihm als indigene Frau und gab ihm in seiner Sprache den Auftrag, ihr zu Ehren eine Kapelle auf dem Berg zu errichten. Der Bischof, der Franziskanerpater Juan de Zumárraga, glaubte ihm nicht. Der Hügel, auf dem Maria dem Juan Diego erschienen ist, war in vorspanischer Zeit ein Heiligtum, in dem die Azteken Tonantzin verehrt haben, die mütterliche Göttin des Getreides. Der Bischof dachte, Juan Diego beabsichtige, unter dem Mantel des Christentums die alten Kulte weiter zu pflegen und zeigte sich skeptisch.
Bei einer weiteren Erscheinung an selber Stelle drei Tage später erhielt Juan Diego von Maria den Auftrag, an einer bestimmten Stelle am Berg Rosen zu pflücken und dem Bischof als Beweis zu bringen. Er fand die versprochenen, trotz des Schnees blühenden Rosen und nahm sie in seinen Mantel. Als er sie vor dem Bischof ausschüttete, zeichnete sich in seinem Mantel, dort wo er die Blumen getragen hatte, das Bild der Jungfrau Maria ab. Der Bischof erkannte darin das Bild der „Jungfrau von Guadalupe“, welches in Spanien verehrt wird. Er gab die Erlaubnis zum Bau der Kapelle und gewährte Juan Diego nahe dieser bis zu seinem Lebensende als Eremit zu wohnen. An der Stelle der Erscheinung wurde dann eine Kirche errichtet. Johannes Paul II. sprach Juan Diego auf seinen Mexiko-Reisen 1990 selig und 2002 heilig.

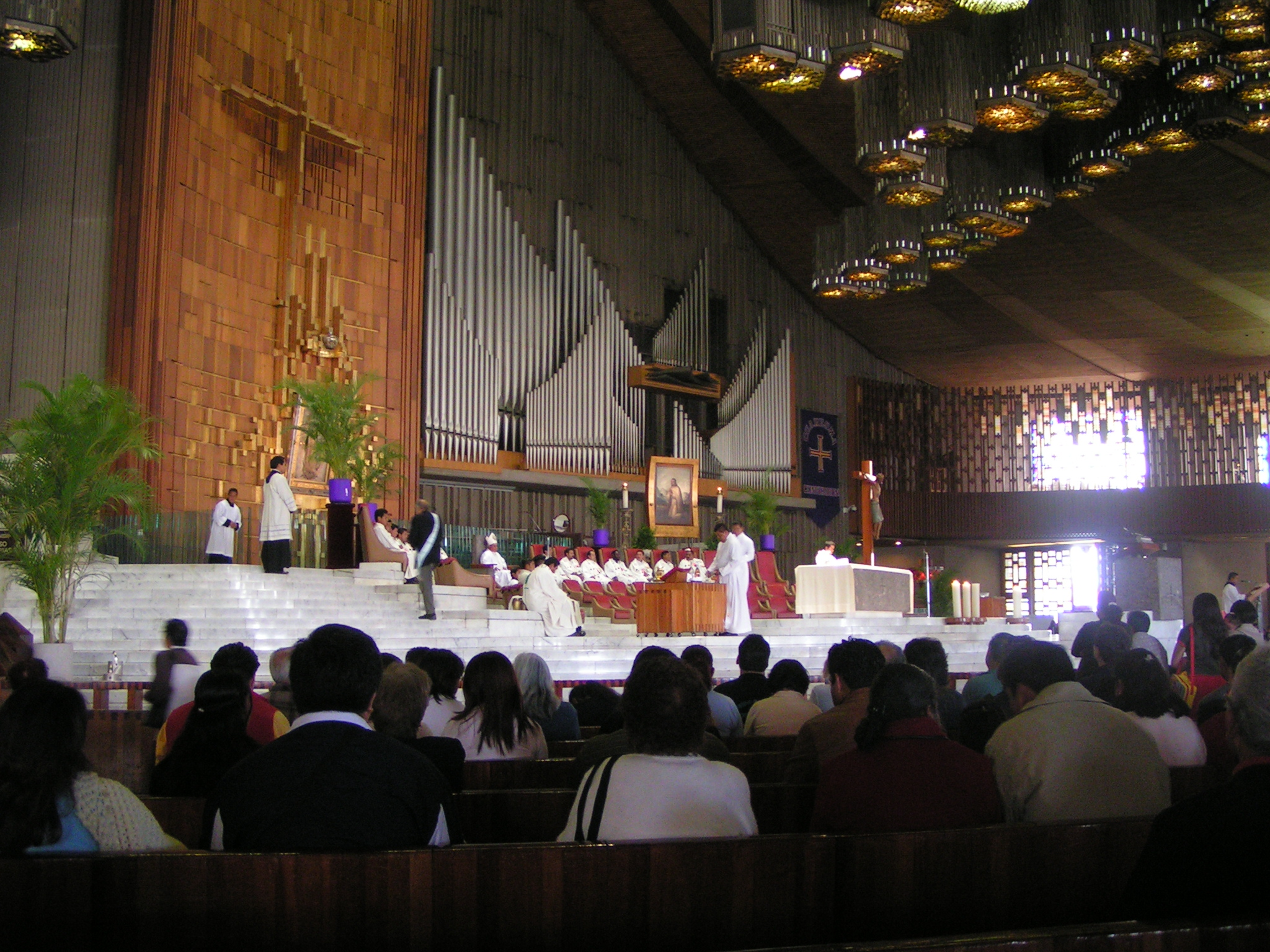
Basilika von innen

Für die Missionierung Lateinamerikas war die Marienerscheinung „Unsere Liebe Frau von Guadalupe“ ein bedeutendes Ereignis, weil das Christentum bisher unter den Ureinwohnern als fremd empfunden wurde. Nachher wurde die Religion von den Einheimischen schneller angenommen, weil die Gottesmutter sich in ihrer Erscheinung als indigene Frau gezeigt hatte.

## Kritik
Gegen die Authentizität der Überlieferung wird angeführt, dass Bischof Juan de Zumárraga in seiner reichen Korrespondenz und anderen Schriften nicht auf die Erscheinung Bezug nimmt. Dasselbe gilt von dem Franziskaner Bernardino de Sahagún, in dessen reichem literarischen Werk ein Hinweis zu erwarten wäre. Namen von Indianern aus zwei christlichen Vornamen, die man mit Juan Diego vergleichen könnte, treten erst Ende des 16. Jahrhunderts auf. Der kurz vor Abschluss der Kanonisierung aufgetauchte und bisher nicht adäquat veröffentlichte Codex Escalada oder Codex 1548, der aus einem Blatt mit Zeichnungen, kurzen Texten in Náhuatl und Spanisch und der Unterschrift von Bernardino de Sahagún besteht, wird von Historikern nicht als authentisch akzeptiert, da die entsprechenden Vorlagen nachweisbar sind.
Mehrere Historiker (Stafford Poole, Louise Burkhart und David Brading) haben daher in Frage gestellt, ob Juan Diego eine historische Person ist. Sie weisen auf die Tatsache hin, dass es vor der Publikation der Nican Mopohua keine schriftlichen Hinweise auf seine Person gibt. Der genannte Text erschien ein Jahrhundert nach Diegos Tod, im Jahr 1649. Eine interdisziplinäre Forschungsgruppe bestehend aus über 20 Forschern stellte 2002 jedoch fest, dass Diegos Person im 16. Jahrhundert historisch belegt ist.

## Verehrung
Die Verehrung des einfachen Indigenen, dessen Mut dazu beitrug, dass Lateinamerika katholisch wurde, war immer in die Verehrung Unserer Lieben Frau von Guadalupe eingeschlossen. Auch wegen Diegos geringer gesellschaftlicher Stellung wurde die Marienerscheinung von Guadalupe ein beliebtes mexikanisches Nationalsymbol und auch politisch belegt. Als 1810 Miguel Hidalgo zum Kampf für mexikanische Unabhängigkeit aufrief, lautete der Aufruf „Tod den Spaniern – es lebe die Jungfrau von Guadalupe!“
Die Geschichte von Juan Diego wurde in dem mexikanischen Stummfilm Tepeyac (El milagro de Tepeyac) aus dem Jahr 1917 sowie im Jahr 1976 im Spielfilm La Virgen de Guadalupe geschildert.